# Фонд свободного русского современного искусства
Фонд свобо́дного ру́сского совреме́нного иску́сства — некоммерческое творческое объединение художников — нонконформистов и общественных деятелей Санкт-Петербурга, Москвы, Минска и других городов, созданное в Мюнхене в 1987 году. Основатели Фонда: художники Александр Исачев, его жена — Наталья Исачева, Игорь Шпадарук, Борис Митавский, Кирилл Миллер, Ирина Тихомирова, Александр Вязьменский, писатель Юлия Вознесенская, инженер Владимир Соловский. Создателем и распорядителем фонда был Георгий Михайлов. Фонд имеет собственную коллекцию картин, графики и рисунков.

## История
Всё началось в 1972 году в Ленинграде с неофициальных выставок на квартире Георгия Михайлова — преподавателя физики и коллекционера современного неформального искусства. С 1974 года эти выставки стали проводиться еженедельно.
В 1979 году Георгий Михайлов был приговорен к лишению свободы и отправлен в колымские лагеря, а картины, изъятые при аресте коллекционера, этим же судом были приговорены к уничтожению. Узнав об этом приговоре, в тот же день 18 сентября 1979 года художники — участники квартирных выставок, общественные деятели и просто люди, помогавшие Михайлову в организации и проведении квартирных выставок, составили воззвание к международной общественности и объявили о создании «Фонда спасения коллекции Георгия Михайлова». Благодаря содействию журналиста Ирины Баскиной процесс над Георгием Михайловым приобрёл широкий резонанс. О приговоре стало известно за рубежом. Вмешательство президента Франции Жискар д’Эстена, президента США Джимми Картера и многих общественных деятелей, среди которых было 67 нобелевских лауреатов, не позволило привести в исполнение приговор об уничтожении картин. Однако Георгий Михайлов был отправлен в лагеря.
В 1987 году Георгий Михайлов был выслан из СССР. В 1989 году вернулся на родину. Полностью реабилитирован за отсутствием события и состава преступления. 24 октября 1987 года в Мюнхене был зарегистрирован Фонд свободного русского современного искусства как эмигрантская организация, в сотрудничестве с кооперативом «Возвращение» в Ленинграде, с целью содействия возвращению художественных ценностей в Россию. В основу устава Фонда была положена декларация из воззвания 1979 года.
В 1990 году Фонд был официально зарегистрирован в Ленинграде. Картины, спасённые от уничтожения, составили мемориальную часть коллекции Фонда, которая также включает в себя работы художников, ставших членами Фонда в ходе его дальнейшей работы. На сегодняшний день коллекция Фонда является крупнейшим в мире собранием произведений нонконформистского искусства России конца XX века — более 14 000 единиц хранения.
Фонд постоянно является объектом краж — похищено и до сих пор не найдено около 3000 произведений), неоднократно покушались на жизнь Г. Михайлова и его сотрудников, испытывает административные притеснения. В отношении Фонда ведется травля, организованная сотрудниками бывшего КГБ. Уникальная коллекция под угрозой полного разграбления. В связи с этим рассматривается[когда?] вопрос о прекращении деятельности Фонда в России и учреждение этого Фонда за рубежом — в изгнании.

## Коллекция
Собрание Фонда уникально как с художественной, так и с исторической точки зрения. Это феномен неофициальной культуры позднесоветского и постсоветского периода.

### Произведения 70-х и 80-х годов
Мотивацией творчества художников нонконформистов того периода был протест против диктата советского квазикультурного официоза. Многие молодые художники не имели возможности из-за жестких рамок идеологической цензуры свободно творчески работать и выставляться, даже став официально признанными, художники зачастую вынуждены были, что называется, «работать в стол», ведь актуальные направления современного мирового искусства были в СССР закрытой темой. Единственной возможностью показывать свои работы и общаться с другими художниками оставались квартирные выставки. Однако непроходными в те годы были не только представители авангардизма, сюрреализма и других «несоветских направлений», но и те художники, что работали абсолютно самостоятельно, находя свой неповторимый художественный стиль, как например, Ирина Тихомирова. Правдивые, неприукрашенные картины советской жизни, исполненные в нарочитой форме народного лубка: «Пиво кончилось», «Станция Шувалово», сами собой попадали в разряд протестного искусства — столь неприглядна была реальная действительность эпохи застоя. Не могло быть одобрено цензурой и творчество Александра Исачева, проникнутое глубокими мистическими переживаниями. Картины художника поражают историко — символической достоверностью. Портрет апостола Петра стал символом Фонда. Огромный интерес и немалую ценность представляют картины Евгения Рухина, акварели Игоря Майорова, Анатолия Зверева, Марины Тиме-Блок, произведения М. Шемякина, К. Миллера, Г. Богомолова, Ю. Жарких, братьев Позиных, Ю. Лагускер, П. Лесных, Б. Митавского, С. Люй-Ко, А. Тазиева и другие.

### Произведения 90-х и 2000-х годов
В конце 80-х годов идеологическая цензура в искусстве была упразднена. Начался бум российского неофициального искусства. Коллекция Фонда стала пополняться произведениями авторов, уже не протестующих, а в полной мере выражающих себя в условиях творческой свободы. Художники стали выбирать любые стилевые направления, имея о них полнейшую информацию. Один из наиболее ярких авторов этого периода Игорь Конаков, работающий в русле символического неомодернизма, в коллекции Фонда более 3000 его работ. К концу 90-х в Фонд пришли художники, сделавшие свой творческий выбор не только в современных направлениях, но и в культурных слоях минувших эпох, умело использующие принципы традиционализма в сочетании с собственным, только им присущим изобразительным лексиконом. Здесь обращают на себя внимания картины и графика Сергея Фролакова, его работы петербургского цикла раскрывают зазеркальный мир, вторую сущность, фантазматику Санкт-Петербурга. Его картины отображают карнавал призраков в декорациях, словно бы разорванных стен, пришедшей в движение городской конструкции. И художник изображает это с реалистической достоверностью, как насущную объективную реальность. Весьма похожи по настроению картины Виталия Панаева, но их стилевое направление более точно соответствует сюрреализму. В этот же период собрание Фонда пополнилось произведениями Александра Занина с его четко деталированной структурой композиции, Александра Луфера (неоимпрессионизм), Ксении Трулль с её уникальным миром петербургских образов, Игоря Геко, Геннадия Миронова, Андрея Геннадьева, Юрия Галецкого, и многих других. Картины художников, членов Фонда разных лет, хранятся во многих музеях мира: Русский музей, Третьяковская галерея, Ереванский музей, музей Нортона Доджа (Norton Dodge, Нью-Йорк), музей замка Грюйер (Gruyeres, Швейцария) и др., а также успешно продавались и продаются на крупнейших аукционах: Sothebys, Christie, Отель Друо и др. Коллекция Фонда постоянно пополняется произведениями современных художников.

### Деятельность
Фонд осуществляет коллекционную, меценатскую и выставочную деятельность в России: Санкт-Петербург, «Галерея Исачева», в Германии: Берлин, «Mikhailov Art Gallery», имеет выставочные контакты в Чехии (Прага), создает отделение в Испании. Цель деятельности Фонда, популяризация современного российского искусства и культурно выставочный обмен по всему миру. Фонд в течение 8 лет осуществлял поставки гуманитарной помощи в пострадавший от землетрясения город Спитак в Армении.

### Значимые выставки Фонда
- 1988 — Мюнхен: Первая выставка Фонда в монастыре св. Бенедикта.
- 1989 — Мюнхен: Ленинград, ЛДМ: первая выставка возвращенных в Россию Фондом культурных ценностей, совместно с кооперативом «Возвращение».
- 1989 — большая передвижная выставка Фонда по 54 городам СССР.
- 1993 — Санкт-Петербург: выставка Фонда в новой галерее на Литейном, 53.
- 2000 — Ницца — Лион
- 2001 — Москва: ЦДХ
- 2001 — Мюнхен: Мессецентр. Ежегодные выставки памяти Александра Исачева. Выставка «30-летие приговора»